# John Brinck
John Manning "Jack" Brinck (ur. 16 września 1908 w Winters, zm. 19 maja 1934 w Falfurrias) – amerykański wioślarz, złoty medalista olimpijski. 
Wystąpił na igrzyskach olimpijskich w Amsterdamie w 1928, gdzie reprezentacja USA w składzie: Marvin Stalder, John Brinck, Francis Frederick, William Thompson, William Dally, James Workman, Hubert Caldwell, Peter Donlon i Donald Blessing (sternik) zdobyła złoty medal w ósemkach. W finale walkę o zwycięstwo wygrali z Brytyjczykami o 2,4 sekundy. Był to jego jedyny start olimpijski.
Po ukończeniu edukacji na Uniwersytecie Kalifornijskim w Berkeley pracował jako menadżer dla California Fruit Exchange. W 1934 został zamordowany przez 16-letniego autostopowicza, który postrzelił Brincka w głowę.